# Fios de ovos
Le fios de ovos (littéralement « brins d'œufs ») est un aliment sucré traditionnel portugais composé d'œufs (principalement des jaunes), étirés en fins fils et bouillis dans un sirop de glucose. Ils constituent un élément traditionnel de la cuisine portugaise et brésilienne, aussi bien dans les desserts que comme accompagnement (uniquement au Brésil).
Cette préparation est également connue en Espagne sous le nom de huevo hilado (« œuf filé », au Japon sous le nom de keiran somen (鶏卵素麺, « nouille à l'œuf de poule), au Cambodge sous le nom de vawee (នំវ៉ោយ /nʊm vaɔj/), en Malaisie sous le nom de jala mas (« filet doré »), et en Thaïlande sous le nom de foi thong (ฝอยทอง ; « brins d'or »). Dans la région du Malabar Utara au Kerala, en Inde, il est connu sous le nom de muttamala (മുട്ടമാല ; « brins d'œuf »).

## Histoire
Comme d'autres sucreries portugaises à base d'œufs, le fios de ovos aurait été créé par des religieuses portugaises aux alentours du XIVe ou du XVe siècle. La lessive était un service courant dans les couvents et les monastères, et leur utilisation des blancs d'œufs pour amidonner les vêtements créait un important surplus de jaunes. La recette a probablement été introduite au Japon et en Thaïlande par des explorateurs portugais entre les XVIe et XVIIIe siècles.

### Brésil
Dans la cuisine brésilienne, on l'utilise pour faire le bolo Marta Rocha, un gâteau nommé d'après la Miss Brésil 1954 Martha Rocha, un gâteau à étages composé de couches alternées de génoise à la vanille et au chocolat, garni de crème fouettée, de fios de ovos et parfois d'autres garnitures comme des cerises au marasquin et des noix. Il est utilisé de manière similaire pour décorer la torta de nozes, un gâteau en couches fait de génoise aux noix remplie de doce de ovos (crème aux œufs), terminé par une garniture de meringue et des fios de ovos.

### Thaïlande
Les fios de ovos sont appelés foi thong en Thaïlande. Le nom du dessert vient de l'observation qu'il a de fines et longues rayures et qu'il est brillant comme de la soie. Il est considéré comme un dessert fin. Le mot thong (« or ») a une connotation de bon augure pour les Thaïlandais. La longue rayure est également considérée comme le symbole d'une longue vie et d'un amour éternel. Le fios de ovos a été introduit du Portugal en Thaïlande par Maria Guyomar de Pinha, parfois considérée comme la reine des desserts thaïlandais. Il est servi comme dessert lors des cérémonies propitiatoires.

### Japon
Keiran somen est le nom du fios de ovos au Japon, où il a été fabriqué pour la première fois il y a 342 ans. Le restaurant Matsuyariemon produit sa signature traditionnelle keiran somen depuis treize générations. Ce dessert fait partie des nanbangashi, desserts venus du Portugal dans le cadre du commerce Nanban, et sa recette est un secret extrêmement bien gardé, transmis de génération en génération.
Ce keiran somen a été coupé en petites bouchées et enveloppé d'une ligne d'algues, appelée keiran somen tabane. Le chef de la 12e génération de Matsuyariemon a eu l'idée d'un dessert simple à manger et d'une belle forme parfaite pour le chanoyu (cérémonie du thé). Le keiran somen tabane est une friandise raffinée qui ferait un bon cadeau.

## Usages
Au Portugal et au Brésil, les fios de ovos sont souvent utilisés dans les garnitures, les décorations de gâteaux et autres desserts et les accompagnements de plats sucrés. Au Brésil, ils sont également utilisés comme accompagnements de plats salés, souvent servis avec des fruits en conserve à côté de la dinde de Noël,. Au Japon, ils sont servis sous forme de rouleaux de dessert (wagashi), et connus sous le nom de keiran sōmen (鶏卵素麺, « nouilles fines au jaune d'œuf »).